# Raimund Litschko
Raimund Litschko (* 21. August 1967 in Sonneberg) ist ein ehemaliger deutscher Skispringer.

## Werdegang
Raimund Litschko wuchs in Mengersgereuth-Hämmern auf, wo er auch heute noch lebt (heute Gemeinde Frankenblick). Er trainierte beim SC Motor Zella-Mehlis u. a. mit Reinhard Heß und gab am 30. Dezember 1986 sein Debüt im Skisprung-Weltcup beim Auftaktspringen zur Vierschanzentournee 1986/87 in Oberstdorf. Bei der Vierschanzentournee konnte er jedoch keine Weltcup-Punkte oder vordere Platzierungen erzielen. Auch bei der Nordischen Skiweltmeisterschaft 1987 in Oberstdorf blieb er mit Platz 58 auf der Großschanze hinter den Erwartungen zurück. Von der Normalschanze sprang er jedoch überraschend auf Platz 15 und im Teamspringen sprang er gemeinsam mit Mike Arnold, Ulf Findeisen und Jens Weißflog auf den 5. Platz. In seinem ersten Wettbewerb nach der Weltmeisterschaft in Planica erreichte Litschko beim Skifliegen den 10. Platz und damit seine ersten und einzigen Weltcup-Punkte. Mit diesen Punkten belegte er am Ende der Saison 1986/87 den 60. Platz in der Weltcup-Gesamtwertung. In der folgenden Saison 1987/88 trat Litschko noch einmal bei der Vierschanzentournee an, beendete aber nach einer schweren Knieverletzung seine Karriere.